# آرمند دو بریگناس
آرمند دو بریگناس (انگلیسی: Armand de Brignac) شرکت نوشیدنی فرانسوی است، که در سال ۱۹۶۰ تأسیس شد.